# Швайковка
Швайко́вка (укр. Швайківка) — село на Украине, находится в Бердичевском районе Житомирской области.
Код КОАТУУ — 1820887701. Население по переписи 2001 года составляет 966 человек. Почтовый индекс — 13331. Телефонный код — 4143. Занимает площадь 2,525 км².

## Адрес местного совета
13331, Житомирская область, Бердичевский р-н, с.Швайковка